# Kínai üstököscsér
A kínai üstököscsér (Thalasseus bernsteini) a madarak osztályának a lilealakúak (Charadriiformes) rendjébe, ezen belül a csérfélék (Sternidae) családjába tartozó faj.
Egyes rendszerezések a Sterna nemhez sorolják Sterna bernsteini néven.

## Előfordulása
Kína, Indonézia, Malajzia, a Fülöp-szigetek, Tajvan és Thaiföld területén honos. A becslések szerint 100 példány élhet belőle.

## Megjelenése
Testhossza 43 centiméter. Elegáns ezüstszürke köpönyegtollazata alul túlnyomórészt fehér, akár az arca és a nyaka. Fekete kalapja és tarkóbóbitája van.

## Életmódja
Tápláléka halakból és rákokból áll.